# Japansk snöbollsbuske
Japansk snöbollsbuske,  Viburnum plicatum är en desmeknoppsväxtart som beskrevs av Carl Peter Thunberg. Viburnum plicatum ingår i släktet olvonsläktet, och familjen desmeknoppsväxter.

## Underarter
Arten delas in i följande underarter:
- V. p. glabrum
- V. p. watanabei
- V. p. formosanum
- V. p. parvifolium
- V. p. tomentosum

## Bildgalleri

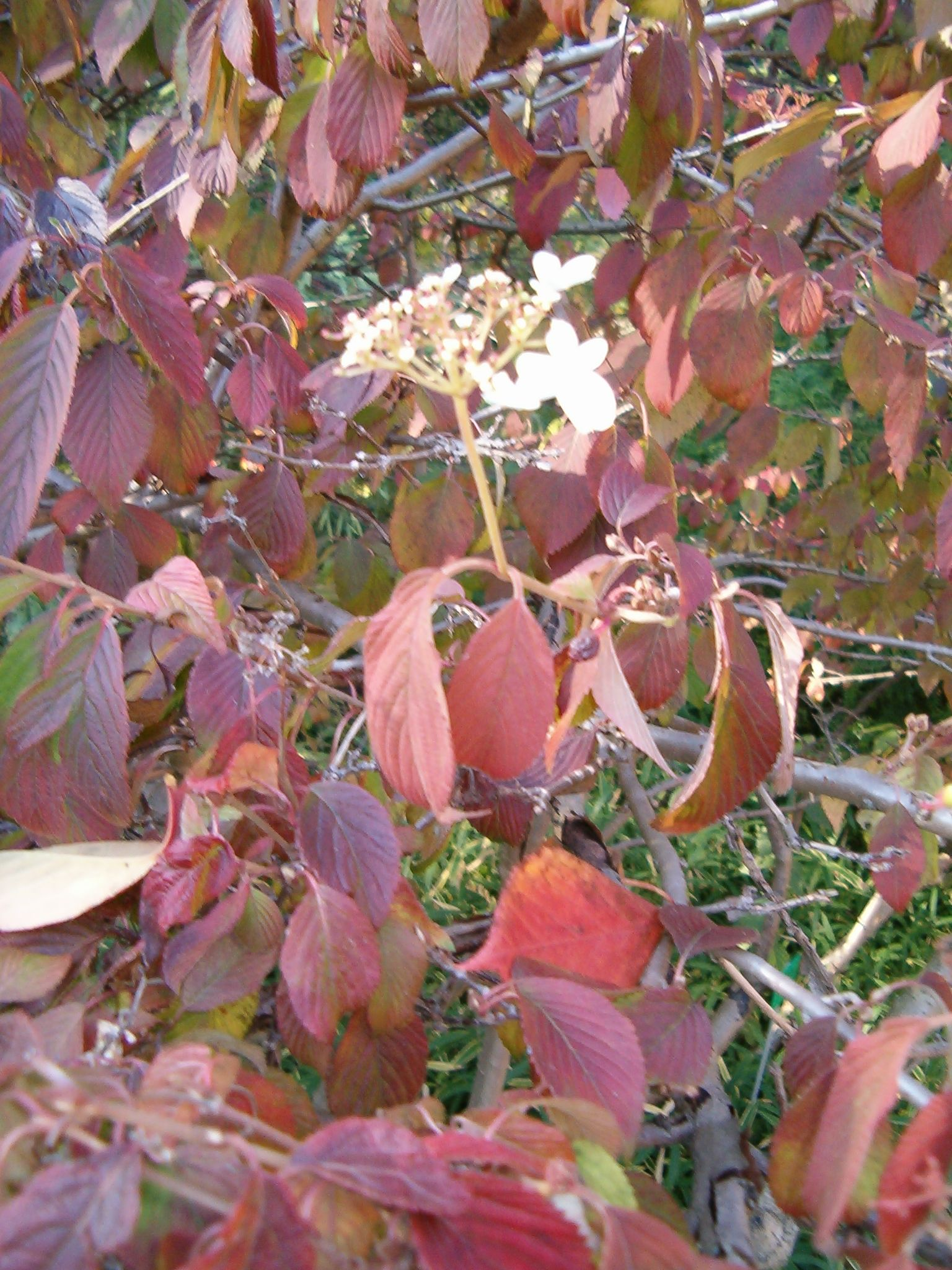
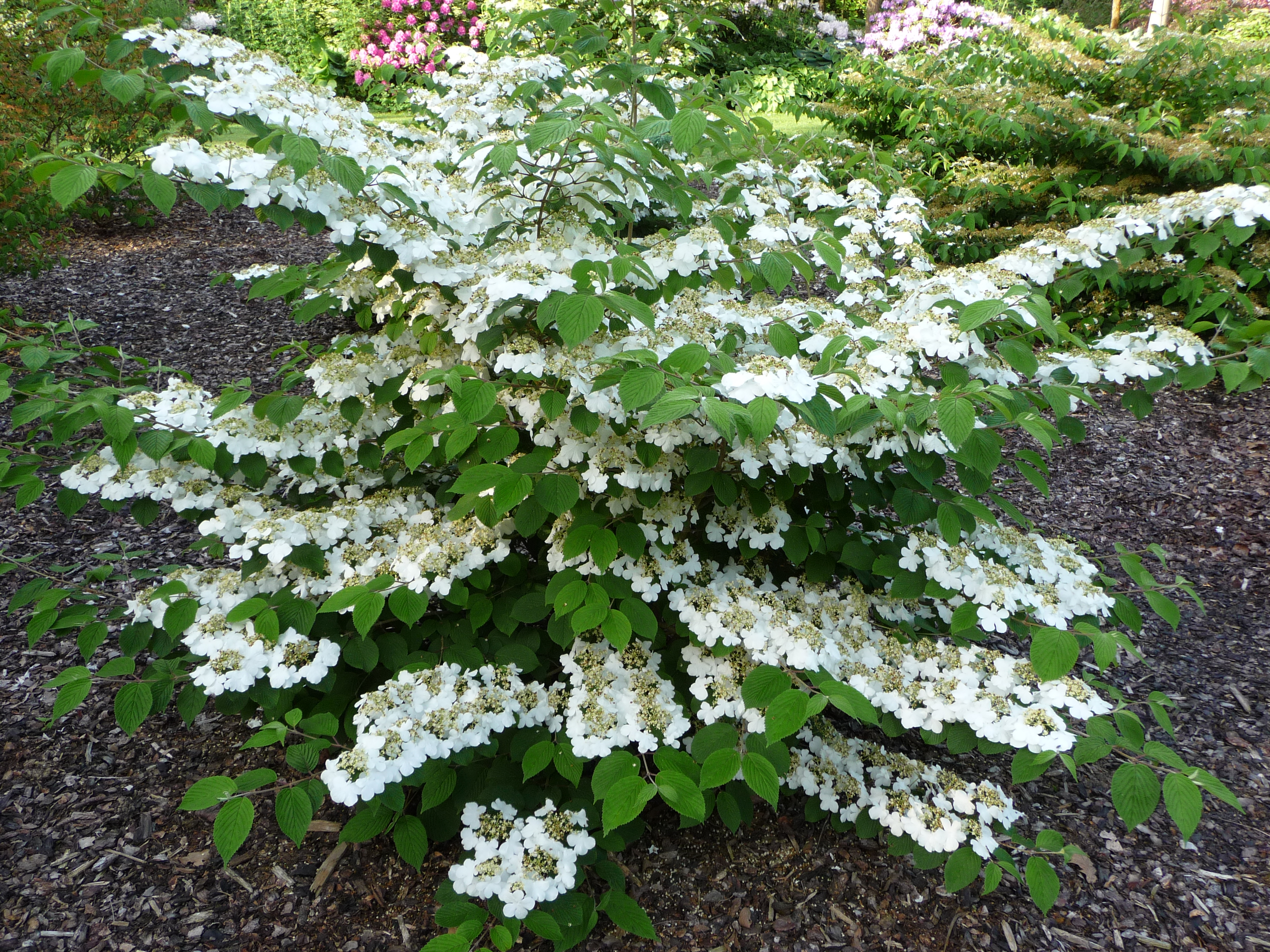
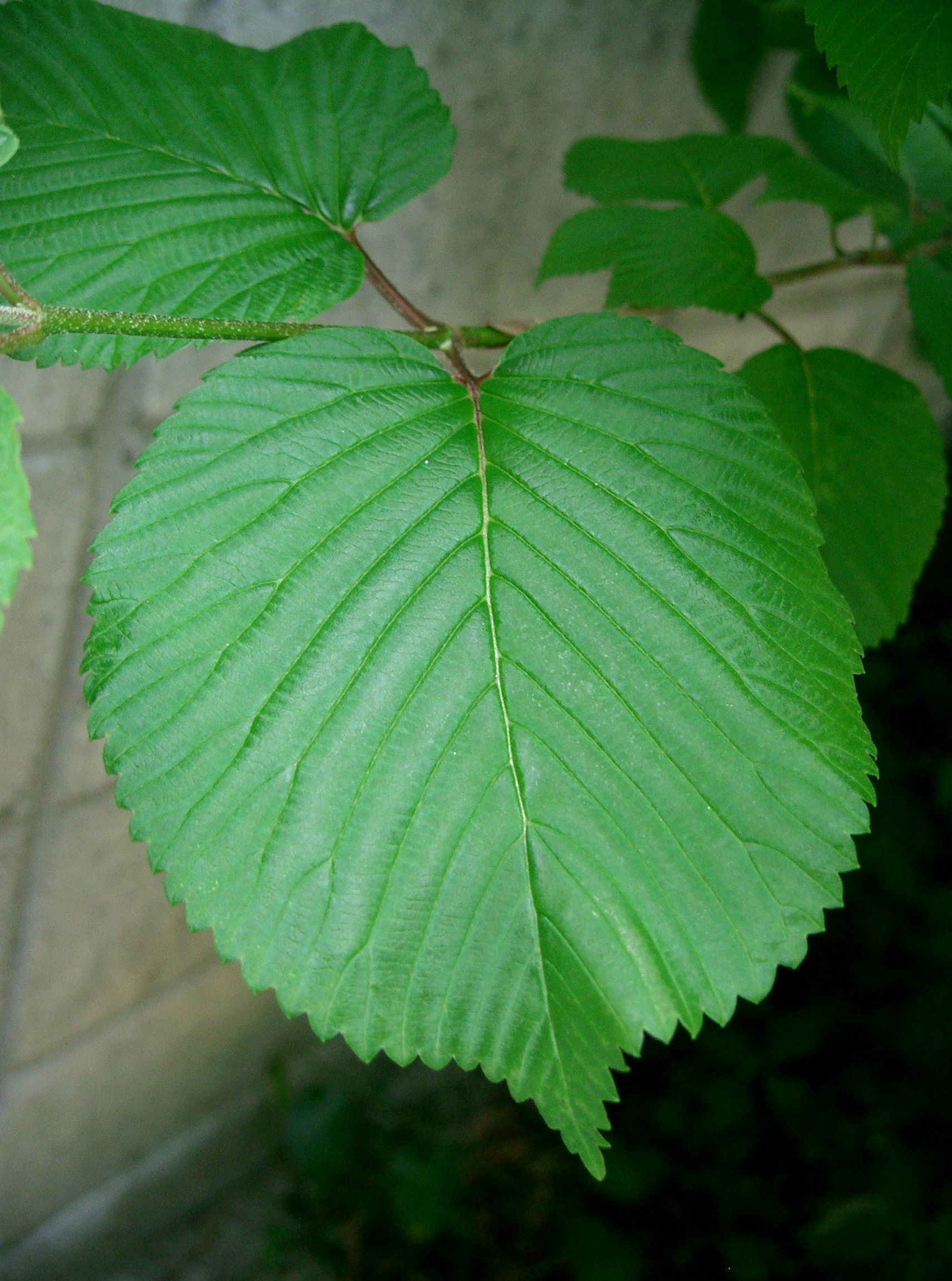
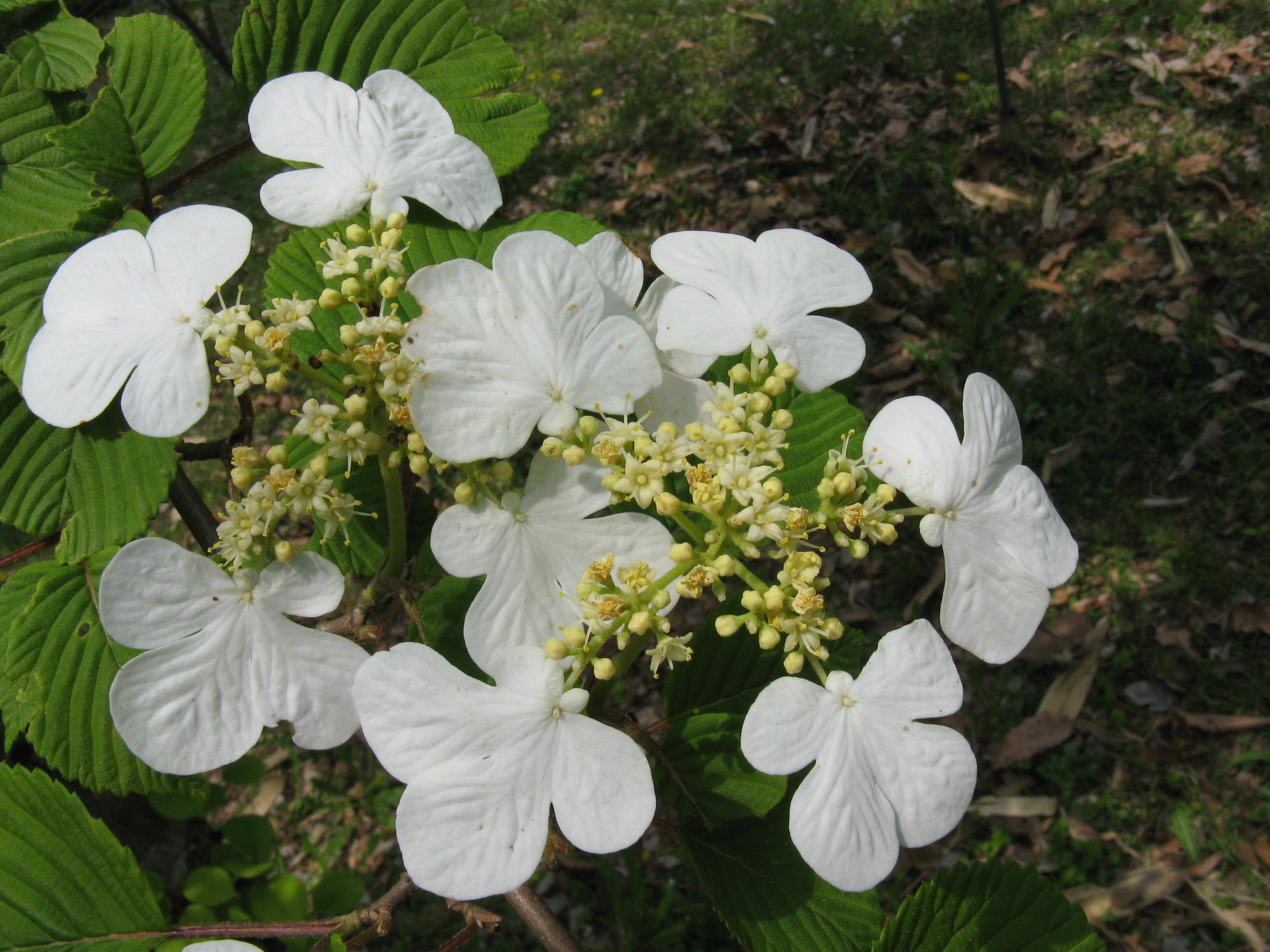
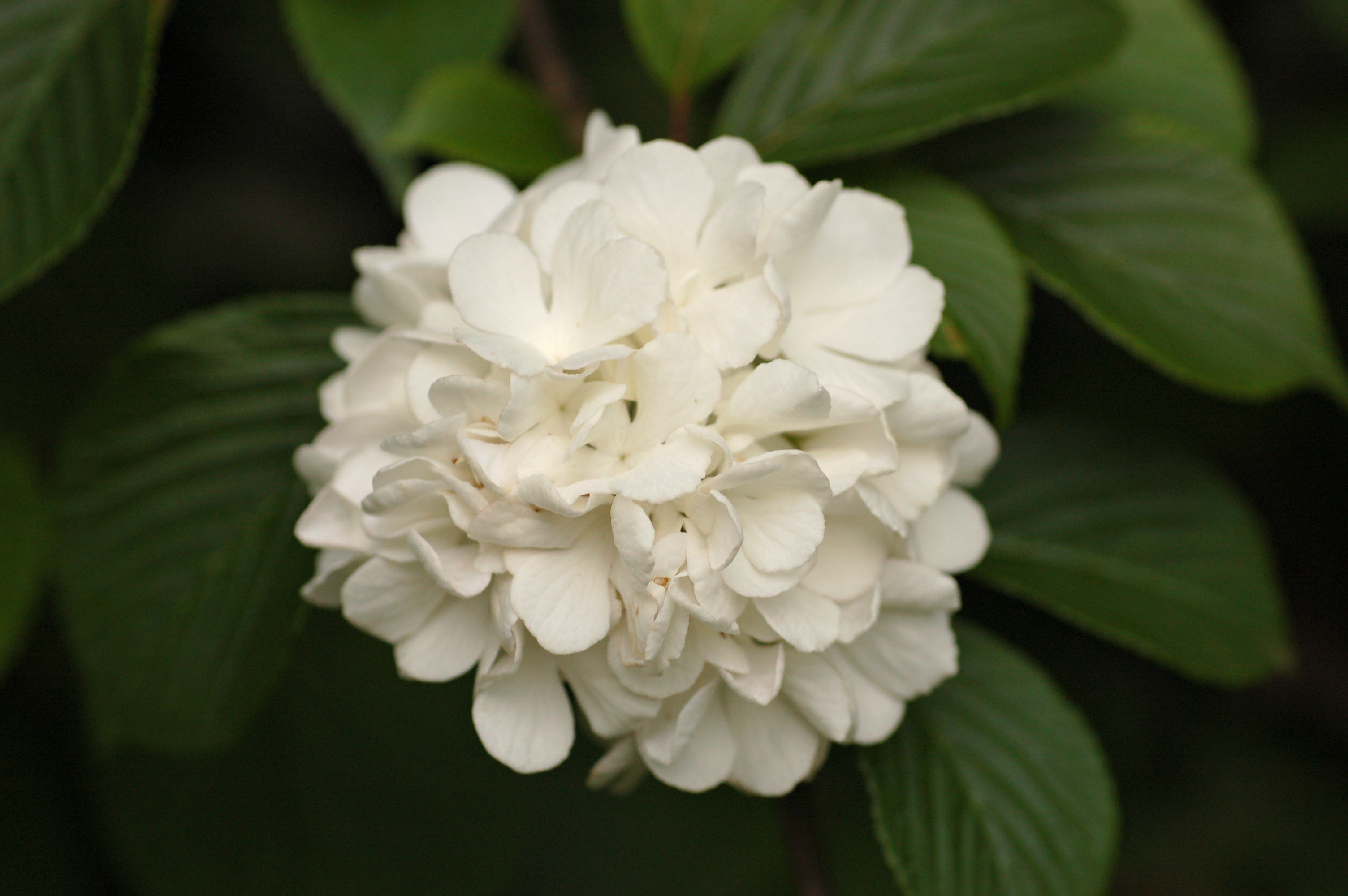
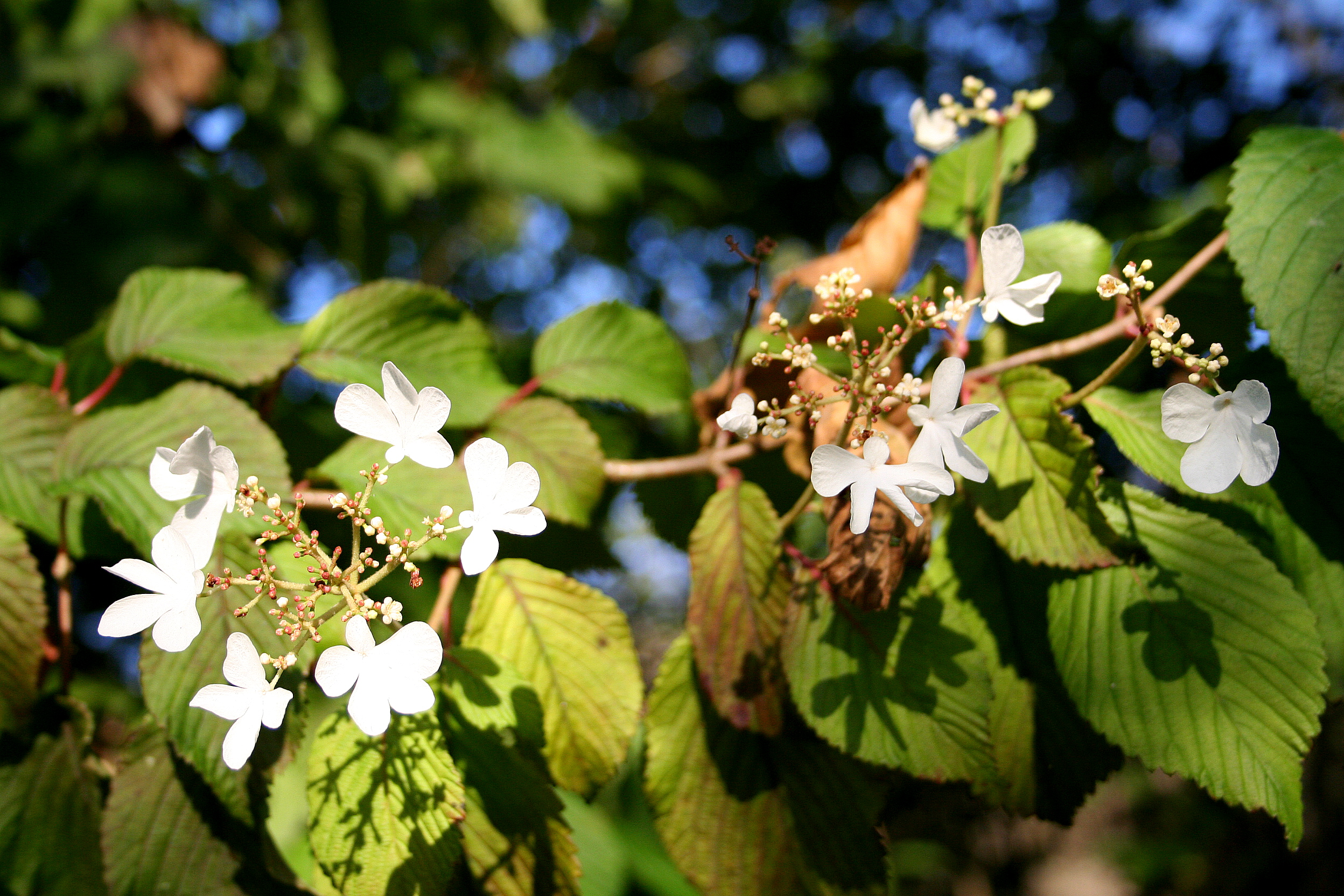